# Церковь Марии Магдалины (Граево)
Церковь Святой Марии Магдалины — утраченный православный храм в городе Граево (Польша).

## История
Церковь была построена в городе Граево Гродненской губернии для солдат и офицеров расквартированной здесь бригады пограничной стражи (8-я Граевская пограничная бригада) и членов их семей.
22 июля 1876 года был заложен камень под строительство.
22 октября 1878 года храм был освящён.
Общая стоимость строительства составила 41 тысячу рублей, половина из которых поступила в качестве пожертвований.
Церковь расположили на пустой площади, напротив здания железнодорожного вокзала и таможенного союза. Одновременно со строительством была благоустроена окружающая территория, выкопан пруд, вокруг которого высадили деревья.
Храм возведён по проекту архитектора Трусова. Тип — «восьмерик на четверике» с пристроенной колокольней. В храме был дубовый иконостатс.
По этому же проекту были построены:
- церковь Александра Невского в Александруве-Куявском,
- церковь Георгия Победоносца в Млаве,
- церкви в Границе и Слупце.

В 1915 году, после начала Первой Мировой войны, вместе с эвакуацией русскоязычного населения, церковь покинул настоятель.
19 марта 1919 года, здание храма передали под католическую часовню при гимназии имени Николая Коперника.
В 1933 году, обветшавшее к тому времени здание храма было разобрано.
В настоящее время в Граево сохранилось православное кладбище, Окрестности бывшего храма занимает парк, а в месте, где стояла церковь, находится бетонный круг.